# تام کی
تام کی (به لاتین: Tam Kỳ) یک شهر در ویتنام است که در استان کوانگ نام واقع شده‌است.
این شهر در سال ۲۰۰۶ میلادی ۱۲۳٫۶۶۲ نفر جمعیت داشته است.